# Vladimír Šlapeta
Vladimír Šlapeta (* 5. května 1947 Olomouc) je český historik a teoretik architektury a vysokoškolský pedagog.

## Život a tvorba
Vladimír Šlapeta se narodil se sestrou Olgou, dvojčetem, v roce 1947 v rodině architekta Lubomíra Šlapety.
Během studia architektury v Praze se oženil s bývalou spolužačkou z SVVŠ v Olomouci MUDr. Věrou Hirschovou (1971). Žili v Ostravě Hrabůvce do roku 1976, kde se jim během 2 let narodily tři děti: dvojčata Anna a Barbora (1973) a syn Jan (1975). V roce 1976 se odstěhovali do Prahy, kde se jim narodila dcera Tereza (1982).
Po dokončení studia architektury na ČVUT v Praze v roce 1972 začal pracovat jako architekt v Ostravě. V letech 1973–1991 byl vedoucím oddělení architektury Národního technického muzea v Praze. Roku 1986 byl hostujícím docentem na Technické univerzitě v Berlíně, roku 1987 na Technické univerzitě ve Vídni. Roku 1988 obdržel stipendium DAAD v Německu. Roku 2002 byl hostujícím profesorem Univerzity v Lublani.
V období 1991–1997 byl děkanem Fakulty architektury ČVUT a pak do roku 2000 prorektorem ČVUT. V roce 2003 byl opět zvolen děkanem Fakulty architektury ČVUT.
V období 2006–2010 byl děkanem Fakulty architektury VUT v Brně.

### Ocenění
- 1992 Kunstpreis Berlin - Förderungspreis Baukunst
- 1994 Medaile MŠ ČR
- 1995 Člen Učené společnosti ČR[4]
- 2008 Cena města Brna v oblasti architektura a urbanismus
- 2018 Cena Jihomoravského kraje
- 2023 Cena Jeana Tschumiho[5]

## Dílo
Je autorem řady publikací o moderní architektuře 20. století a urbanismu (Zlín, osada Baba), zejména na Moravě. Napsal texty do katalogů k výstavám soch Josefa Vineckého a architektonického díla Josefa Kranze, Otakara Novotného, Kamila Roškota, Adolfa Loose, Pavla Janáka, Richarda F. Podzemného, Jana Víška, Franka Lloyda Wrighta, Jana Kotěry, Čestmíra Šlapety, Jana Hirda Pokorného, Elly Oehler/Oleárové.